# DC Comics
DC Comics (inițial DC Comics, Inc. și cunoscut mai târziu simplu ca DC) este o editură americană de benzi desenate, și divizia emblematică a DC Entertainment, o filială a Warner Bros. Discovery. DC este un inițialism pentru ”Detective Comics”, o serie de benzi desenate americane publicată prima oară în 1937.
DC Comics este una dintre mai mari și mai vechi companii americane de benzi desenate, cu prima lor publicație sub sigla DC fiind publicată în 1937. Majoritatea publicațiilor sale se desfășoară în cadrul Universului DC fictiv și prezintă numeroase personaje eroice emblematice în cultura Statelor Unite, precum Superman, Batman și Robin, Femeia Fantastică, Flash, Aquaman, Lanterna Verde și Martian Manhunter, precum și echipe fictive celebre, printre care Liga Dreptății, Societatea Dreptății din America, Liga Dreptății Întuneric, Doom Patrol, Păsările de Pradă, Tinerii Titani și Brigada Sinucigașilor. Universul prezintă de asemenea un sortiment de super-răufăcători cunoscuți, cum ar fi Joker, Lex Luthor, Femeia Pisică, Harley Quinn, Cheetah, Reverse-Flash, Black Manta, Sinestro, Deathstroke și Darkseid. Compania a publicat materiale care nu au legătură cu Universul DC, precum Watchmen, V de la Vendetta, Fables și multe titluri sub amprenta lor alternativă Vertigo și acum DC Black Label.